# Blood & Water
Blood & Water (traducida al español como ¿Cuánto pesa la sangre?) es una serie original de Netflix sudafricana de 2020 protagonizada por Ama Qamata, Khosi Ngema y Gail Mabalane. La trama gira en torno a Puleng (Ama Qamata), una joven estudiante de secundaria cuya hermana ha sido secuestrada como parte de una red de trata de personas hace 17 años. Esta serie forma parte de un universo compartido con la serie española Élite.

## Sinopsis
Tras coincidir en una fiesta, Puleng Khumalo (Ama Qamata) una chica de Ciudad del Cabo intenta demostrar que la nadadora estrella (Khosi Ngema) de una escuela privada es su hermana, a quien secuestraron al nacer.

## Elenco y personajes

### Principales
- Ama Qamata como Puleng Khumalo, una joven de 16 años que se traslada a la Secundaria Parkhurst para resolver el misterio de su hermana desaparecida.[4]
- Khosi Ngema como Fikile Bhele, una joven perfecta y ejemplar y la nadadora estrella de la Secundaria Parkhurst.[4]
- Gail Mabalane como Thandeka Khumalo, la madre estricta de Puleng.[4]
- Thabang Molaba as Karabo "KB" Molapo, uno de los amigos de Fikile, un estudiante de la Secundaria Parkhurst interesado en la música.[4]
- Dillon Windvogel como Wade Daniels, un estudiante de la Secundaria Parkhurst, hijo de la directora y apasionado por la fotografía.[4]
- Arno Greeff como Chris Ackerman, un de los amigos de Fikile, es un estudiante de la Secundaria Parkhurst, es un joven nadador y pansexual.[4]
- Ryle De Morny como Chad Morgan (temporada 1), un nadador profesional, que luego de un accidente se convierte en el entrenador de natación de la Secundaria Parkhurst, mantiene un noviazgo secreto con Fikile.[4]
- Greteli Fincham como Reece Van Rensburg, una joven rebelde y amiga de Fikile, estudiante de la Secundaria Parkhurst.[4]
- Getmore Sithole como Julius Khumalo, el padre de Puleng, que esta envuelto en un gran misterio.
- Odwa Gwanya como Siya Khumalo, el hermano menor de Puleng.[4]
- Shamilla Miller como Riley Morgan (temporada 1), la esposa de Chad.
- Natasha Thahane como Wendy Dlamini, una estudiante y joven encargada de la revista de la Secundaria Parkhurt.[4]
- Mekaila Mathys como Tahira Kahn, la mejor amiga de Wendy y nominada a la presidencia de la sociedad estudiantil de la Secundaria Parkhurt.
- Sandi Schultz como Nicole Daniels, la directora de la Secundaria Parkhurt y madre de Wade.
- Cindy Mahlangu como Zama Bolton, una joven fiestera y la mejor amiga de Puleng y uno de los intereses amorosos de Chris.[4]
- Xolile Tshabalala como Nwabisa Bhele, la madre de Fikile.
- Sello Maake Ka-Ncube como Matla Molapo, el padre de KB.
- Patrick Mofokeng como Brian Bhele, el padre de Fikile.
- Duane Williams como Mark Tedder, un estudiante de la Secundaria Parkhurt y uno de los intereses amorosos de Chris.
- Leroy Siyafa como Sam Nkosana (temporada 2)
- Katishcka Kiara como Pauline (temporada 2)
- Alzavia Abrahams como Zayd (temporada 2)
- Zikhona Sodlaka como Janet Nkosana (temporada 2)
- Inge Beckmann como Philippa van Rensburg (temporada 2)

### Recurrentes
- Cedwyn Joel como el señor Hartenburg
- Elzet Nel como Nate
- Anil Sabharwal como Jono
- Andre Lombaard como el señor Loots
- Laura Bosman como la señora Joffe
- Chanelle van Wyk como la doble de Fikile
- Sherman Pharo como el señor Hendriks
- Baby Cele como la señora Dlamini
- Esther von Waltsleben como la señora Thorne
- Faniswa Yisa como Brenda Jaxah
- Marlisa Doubell como la señora Ricci
- Ivan Botha como el señor Ferreira (temporada 2)
- Nicole Fortuin como la detective Petersen (temporada 2)
- Abduragman Adams como el EVaans (temporada 2)
- André Lamoglia como Iván Carvalho, un estudiante de un exclusivo colegio privado de España: Las Encinas. (temporada 4)

## Temporadas
| Temporada | Temporada | Episodios | Episodios | Lanzamiento original     | Lanzamiento original     |
| --------- | --------- | --------- | --------- | ------------------------ | ------------------------ |
|           | 1         | 6         | 6         | 20 de mayo de 2020       | 20 de mayo de 2020       |
|           | 2         | 7         | 7         | 24 de septiembre de 2021 | 24 de septiembre de 2021 |
|           | 3         | 6         | 6         | 25 de noviembre de 2022  | 25 de noviembre de 2022  |
|           | 4         | 6         | 6         | 2024                     | 2024                     |

## Episodios

### Temporada 1 (2020)
| N.º | Título                          | Fecha de emisión original |
| --- | ------------------------------- | ------------------------- |
| 1   | «Fiksación»                     | 20 de mayo de 2020        |
| 2   | «La entrevista»                 | 20 de mayo de 2020        |
| 3   | «Propaganda»                    | 20 de mayo de 2020        |
| 4   | «La venganza no conoce límites» | 20 de mayo de 2020        |
| 5   | «¿Amiga o enemiga?»             | 20 de mayo de 2020        |
| 6   | «Paranoia»                      | 20 de mayo de 2020        |

### Temporada 2 (2021)
| N.º | Título                        | Fecha de emisión original |
| --- | ----------------------------- | ------------------------- |
| 1   | «El síndrome del chico nuevo» | 24 de septiembre de 2021  |
| 2   | «SOS»                         | 24 de septiembre de 2021  |
| 3   | «La fuente»                   | 24 de septiembre de 2021  |
| 4   | «Spiyoyo»                     | 24 de septiembre de 2021  |
| 5   | «Puleng contra el mundo»      | 24 de septiembre de 2021  |
| 6   | «Tiempos de oscuridad»        | 24 de septiembre de 2021  |
| 7   | «Cuestiones de familia»       | 24 de septiembre de 2021  |

### Temporada 3 (2022)
| N.º | Título                          | Fecha de emisión original |
| --- | ------------------------------- | ------------------------- |
| 1   | «Reorientación»                 | 25 de noviembre de 2022   |
| 2   | «La candidata»                  | 25 de noviembre de 2022   |
| 3   | «Punto ciego»                   | 25 de noviembre de 2022   |
| 4   | «Salir de las sombras»          | 25 de noviembre de 2022   |
| 5   | «Mayfair»                       | 25 de noviembre de 2022   |
| 6   | «El cuento de las dos hermanas» | 25 de noviembre de 2022   |

## Lanzamiento
Blood & Water fue lanzada el 20 de mayo de 2020 en Netflix.